# Stazione di Battaglia Terme
La stazione di Battaglia Terme è una fermata ferroviaria posta sulla linea Padova-Bologna, a servizio del centro abitato di Battaglia Terme.

## Strutture e impianti
È dotata di un fabbricato viaggiatori. La sala d'aspetto è attualmente chiusa. I bagni sono chiusi al pubblico, nonostante essi siano in ottimo stato.
Nel 2015 in virtù di un accordo con il comune di Battaglia Terme gli ambienti delle biglietterie, del locale batterie e del posto di movimento sono stati ristrutturati per ospitare associazioni di volontariato presenti nel territorio, che hanno contribuito all'opera di sorveglianza, pulizia e riordino dell'edificio, portando ad una crescita del numero di passeggeri.

## Movimento
La fermata è servita da treni regionali.

## Servizi
La fermata dispone dei seguenti servizi:
- Biglietteria Automatica